# Samara Rodrigues de Almeida
Samara Rodrigues de Almeida (ur. 16 lipca 1992 w São Paulo) – brazylijska siatkarka, reprezentantka kraju, grająca na pozycji przyjmującej.

## Sukcesy klubowe
Klubowe Mistrzostwa Ameryki Południowej:
- 2011, 2012
- 2015

Mistrzostwo Brazylii:
- 2012
- 2011, 2013, 2015
- 2016

Klubowe Mistrzostwa Świata:
- 2012
- 2011

Puchar Rumunii:
- 2017

Mistrzostwo Rumunii:
- 2017

Superpuchar Szwajcarii:
- 2017

Puchar Szwajcarii:
- 2018

Mistrzostwo Szwajcarii:
- 2018

Mistrzostwo Francji:
- 2019

## Sukcesy reprezentacyjne
Mistrzostwa Ameryki Południowej Kadetek:
- 2008

Mistrzostwa Świata Kadetek:
- 2009

Mistrzostwa Ameryki Południowej Juniorek:
- 2010

Mistrzostwa Świata Juniorek:
- 2011

Puchar Panamerykański:
- 2012

## Nagrody indywidualne
- 2008: Najlepsza broniąca Mistrzostw Ameryki Południowej Kadetek
- 2009: MVP Mistrzostw Świata Kadetek
- 2010: Najlepsza przyjmująca Mistrzostw Ameryki Południowej Juniorek